# Renfe série 8000
La série 8000 de la Renfe est une série de voitures de chemin de fer de type UIC-X, de conception allemande. 
Ces voitures, importées puis construites localement, ont été mises en service à partir de 1961. Elles étaient équipées de boudins d'intercirculation et offraient jusqu'à 96 places. Les premiers modèles équipés de freins à vide étaient limités à 100 km/h alors que les sous-séries modernisées sont devenues aptes aux 160 km/h.

## Série d'origine

### Historique
Les premières voitures de la série 8000, ont été produites par des entreprises allemandes et hollandaises (Werkspoor, Linke-Hofmann-Busch, DWM et Westwaggon). Plus tard l'industrie espagnole participa à leur réalisation : MMC, CAF, Macosa, Euskalduna et SECN) ,. 
Elles disposent, conformément au type X de l'UIC, de 10 à 12 compartiments desservis par un couloir latéral. Elles sont équipées de bogies Minden-Deutz. Au début, leurs freins à vide les limitaient à 100 km/h mais après leur remplacement par des freins à air comprimé elles ont été autorisées aux 120 km/h. 
Le chauffage était initialement à vapeur puis a été transformé en chauffage électrique.

### Sous-séries
La série compte au total 883 unités : 
- 706 voitures,
- 177 fourgons.

Les voitures de la série 8000 se répartissent dans les sous-séries suivantes, commandées en 1960 :
- 121 AA 8001-8121 puis A10r-8000 , 50 71 10-08 000 à 120, 10 compartiments de 1re classe, 60 places, 37-41 t, construites en 1961-1968 par MMC, CAF, Macosa,
- 6 AAB 8001-8006  puis A5B5-8000 , 50 71 30-18 001 à 006, mixtes de 1re - 2e classe (5+7 compartiments, 30+40 places), 41.2 t, 1963, Renfe, retrait 1977,
- 15 BB 8001-8015 puis B10r-8000, 10 compartiments de 2e classe, 80 places, 38.5 t, 1963-1964, MMC, retrait 1974,
- 445 BB 8501-8945 puis B12r-8500, 50 71 22-18 000 à 438, 12 compartiments de 2e classe, 96 places, 	36-40 t, 1963-1969, LHB, VMD, CAF, Macosa, Westwaggon, MMC, Euskalduna, DWM,
  - les BB 8501-8742 ont des fenêtres carrées d’1 m héritées des Bm232 allemandes,
  - les BB 8743-8945 ont les fenêtres rectangulaires d'1,20 m communes avec le reste de la série,
- 117 BBL 8101-8217 puis Bc10r-8100, 50 71 50-19 000 à 130, voitures-couchettes à 10 compartiments de 2e classe, 60 couchettes / 80 places, 41.2 t, 1965-1966 et 1971-1972, DWN, Westwaggon, MMC, Macosa,
- 8 RRR 8001-8008 puis R8 8000, 50 71 88-19 000 à 007, voitures-restaurant 24 pl., 44.5 t, 1965-1966, Wegmann.

La série 8000 inclut aussi 177 fourgons à bagages :
- 90 DD 8101-8190 puis D8 8000, 50 71 92-18 114 à 203, 38 t + 20 t de charge utile, construits en 1973 par CAF, C.A.T., Vers, Macosa et Astilleros de Cádiz,
- 62 DDT 8026-8087, 50 71 92-18 516 à 577, 44,3 t + 21.7 t utiles, 1964-1966 par CAF, Euskalduna, Vers, Los Certales, CAT, Grassel
- 25 DDET 8001-8025, 50 71 91-18 500 à 524 mixte bagages et bureau postal, 44-48 t + 17.4 t utiles,	1964 par CAF, Astilleros de Cádiz, Vers, CAT de Villaverde et Euskalduna.

Les derniers éléments non transformés de la série 8000, les fourgons DD 8100, ont été retirés du service en 1997.

### Transformations
Les voitures suivantes sont issues de transformations :
- en 1974-75, les 15 BB 8000 sont transformées en BBL 8218 à 8232.

### Services
Ces voitures qui ont connu la fin de la traction à vapeur ont composé des trains express et rapides sur l'ensemble du réseau espagnol.

### Livrées
Leur livrée d'origine est le vert olive typique des années 1950 à 1970.

## Séries dérivées
Les années 1980 ont vu la mise en service des voitures de la série 9000 (de 1981 à 1985) et de la série 10000 (de 1984 à 1987) qui étaient plus modernes, plus confortables et pouvaient rouler à 160 km/h.  
Les voitures de la série 8000 n'étant encore qu'à mi-vie, la Renfe décida de les moderniser notamment au niveau de l'aménagement avec le souci de disposer d'un parc de voitures plus homogène.
Les premières transformations ont été réalisées en 1987 par le TCR de Málaga. Les dernières transformations ont concerné les fourgons D12 12400 en 1992.
Ce sont au total 522 voitures et 25 fourgons qui ont été modernisés. Au moins 127 autres voitures ont été transformées en voitures spéciales, d'affrètement ou de service : Al-Ándalus, série 15000 Chartrén, Comfersa ou voitures d'essai.
Les voitures ont toutefois conservé leur bogies Minden-Deutz et leur suspension primaire à silent blocs.
Il faudra attendre 1994 pour que certaines voitures soient équipées de bogies de type Gran Confort les rendant aptes aux 160 km/h.
La plupart des voitures ou fourgons transformés ne sont restés que quelques années en circulation, en moyenne 8 ans. Beaucoup de voitures ont quitté le service à la fin du siècle. Le 15 janvier 2001, il ne restait plus que 22 voitures dérivées de la série 8000, toutes montées sur bogies GC. Les  15 voitures de la série 15000 pour Chartrén ne sont restées que 2 ans en service. En 2009 ne subsistaient plus que les voitures-lits WL26x 7100 et trois voitures de la série 12000.
La quasi-disparition des 883 voitures de la série 8000 contraste avec la situation des séries UIC-X de la DB ou des FS dont beaucoup sont encore en service. 
Elle s'explique par le fort recul des rames tractées en Espagne au profit d'automotrices et de nouvelles rames Talgo ; beaucoup de voitures plus modernes datant des années 1980 ont également été mises hors-service peu après. 

### Série 7100
La transformation la plus pérenne a été celle de la sous-série 7100 (sans rapport avec les voitures pour train omnibus de la série 7000). Il s'agit de voitures-lits (13 compartiments de 2 lits avec douche) :
- 40  WL26x-7100 de numéro UIC 50 71 79-78 101 à 140, ex BB 8500 transformées en 1988-1989.

### Série 11000
- Bc11x-11600 (11601 a 11750) voitures-couchettes de 2e classe, ex BB 8500 transformées de mai 1987 à avril 1989 par Macosa, Ateinsa et CAF (50 voitures chacun) pour être réformées de 1993 à 1997.  4 seront vendues à SEFEPA en Argentine en 1994 et 135 à l'Iran (1998-2000).
- 10 D11-11400 (11401 a 11410) , fourgons ex D8-8000 transformés en 1988 par le TCR de Málaga pour Paquexprés, livrée rouge.

### Série 12000
Cette série a été la plus nombreuse avec 298 voitures transformées à partir de 1987 (certaines voitures-restaurant proviennent, elles, de la modernisation d'anciennes voitures CIWL). Les A12tv-12.000 adoptent un aménagement en 2 salles à allée centrale et disposition 2+2.
Le déclin de la série s'est engagé à partir de 1997 du fait de la réduction des services Estrella, en commençant par les voitures à bogies d'origine qui ne pouvaient rouler qu'à 120 km/h.

### Série 15000
La série 15000 provient de la transformation de 14 voitures entre 1991 et 1992 pour constituer 2 rames charter identiques pour Chartrén, destinées notamment aux groupes scolaires :
- 8 B10tm-15.200 , ex BB 8500, aménagées en salle à allée centrale,
- 2 RGH-15.400 fourgons-générateur (ex BBL 8200),
- 4 Z12t-15200 puis Zm-15.500 (3 BB et une BBL).

Elles ont été retirées du service fin 1994 et officiellement radiées le 1er octobre 2000 après quelques péripéties juridiques.

### Série 16000
Ex BB 8500 transformées en 1991 avec aménagement en salle (couloir central) avec 22 rangées de 2+2 fauteuils :
- 40 B11t-16200 , certaines avec bogies GC-1 aptes aux 160 km/h, dont :
  - 8 B11tr-16200 pour services régionaux
  - 10 B11tv-16200 avec vidéo.

Les 12 B11tv et 10 B11t sont à leur tour transformées en 1996-1997 :
- 22 B10tv-16300 (20*2+2), avec vidéo, climatisées et aptes aux 160 km/h.

En 1997, les 8 B11tr-16200 ont également été transformées en voitures pour grands parcours B10tv-16300, pour être radiées en 1999.

## Revente à l'étranger
Plusieurs voitures des séries 8000 et dérivées ont poursuivi leur carrière à l’étranger :
- 135 voitures-couchettes série 11000 ont été revendues en Iran entre 1998 et 2000 ; des voitures de cette série étaient toujours en service en 2017[4],[5],[6] ;
- quatre autres voitures-couchettes 11000 avaient été revendues en Argentine en 1994 ;
- six voitures A10 série 12000 ont également pris le chemin de l'Argentine la même année ;
- les huit voitures-restaurant R12 12.900 (ex B12) ont toutes été revendues en Iran entre 1998 et 2000.